# Rio Froufe
O rio Froufe é curso d'água de Portugal. É afluente do rio Lima e tem a sua nascente na serra Amarela, passando pelas freguesias de Ermida e Entre Ambos-os-Rios no concelho de Ponte da Barca.
Tem como afluente a Ribeira de Carcerelha.